# 류구 레나
류구 레나(일본어: 竜宮 レナ)는 《쓰르라미 울 적에》에 등장하는 가공의 인물로 애니메이션 성우 나카하라 마이가 라디오 성우는 마쓰하라 아이리가 맡았다.

## 개요
오니가쿠시 편의 히로인이며 이 작의 메인 히로인이다. 츠미호로시 편의 주인공이기도 하다. 애니메이션 판 해 제1화의 레나의 연령은 헤이세이 17년 시정으로 37세로 등장한다.

## 프로필
본명 : 류구 레이나
일어표기 : 竜宮 礼奈 (竜宮 レナ / りゅうぐう レナ)
나이 : 13세/19세(사토코와시 기준/쇼와40년생)

몸무게 : 42kg
키 : 161cm
생일 : 7월 28일
별자리 : 사자자리 (점성술)
혈액형 : AB형
가족 관계 : 아버지와 어머니. 이혼상태. (아버지와 살고 있음)
좋아하는 것 : 귀여운 것, 부활동
싫어하는 것 : 평화로운 일상이 깨어지는 것
칭호 : 도끼녀(리카 曰)

## 인물
동급생 여자 아이. 머리카락 색은 갈색. 작품에 따라서 오렌지 색에 가까워 지기도 한다. 머리 모양은 세미 롱 보브 모양이지만, 얼굴 주위의 머리카락 쪽이 길고, 목에 가까워질수록 짧아진다. 눈의 색은 파랑. 제복은 미온이 만들어 놓은 푸른 세라복을 착용, 사복은 백색을 바탕으로 한 원피스로 가슴 팍과 허리에 보라색의 리본을 붙이고 있으며 하안색에 검은 라인이 들어간 모자를 쓴다. 말 버릇은 "하우~.(はぅー)", "귀여워~.(かぁいいよ)", "가져가야지~.(お持ち帰りー)"등 매우 다양하고 특징적이다. 키는 미온보다 조금 작은 161cm 정도이다. (14세 당시 기준, 추정치)

## 인용
1. ↑  「ひぐらしのなく頃に解」オヤシロさまドットコム
2. 1 2  오니가쿠시 편 TIPS에서 인용